# Danaher
Danaher est un conglomérat basé à Washington aux États-Unis.

## Histoire
En mars 2000, Danaher, qui compte 24 000 employés rachète API Motion et la firme suisse Portescap.
En juillet 2014, Siemens vend ses activités en microbiologie à Danaher pour un montant inconnu.
En 2011, la société Danaher fait l'acquisition de l'entreprise Beckman Coulter comprenant ainsi toutes ses filiales telles que Immunotech et d'autres...
En septembre 2014, Danaher acquiert les activités de Nobel Biocare, spécialisé dans les implants dentaires, pour 2,2 milliards de dollars.
En mai 2015, Danaher annonce l'acquisition de Pall Corp, une entreprise de fabrication de filtres hydrauliques et filtres à air, pour 13,8 milliards de dollars. Danaher annonce également son intention de se scinder en deux :
- Une première entité gardera le nom Danaher se spécialisant dans les activités de diagnostics, de tests, identifications médicales, dentaires et de la qualité de l'eau.
- La seconde entité portera un nouveau nom et sera une structure diversifiée autour de l'informatique, des télécommunications, de l'automatisation, du stockage pétrolier et des instruments de mesure[8].

En juillet 2016, cette scission est actée, la nouvelle entité prenant le nom de Fortive.
En septembre 2016, Danaher annonce l'acquisition pour 4 milliards de dollars, dettes comprises, de Cepheid, une entreprise de diagnostics à échelle moléculaires et à usage génétiques.
En février 2019, General Electric annonce la vente de ses équipements dédiées aux biotechnologies pour 21,4 milliards de dollars à Danaher.
En août 2023, Danaher annonce l'acquisition d'Abcam, une entreprise de fabrication de supplémentaires protéiniques, pour 5,7 milliards de dollars, acquisition finalisée en décembre 2023,.

## Activités
- Appareils médicaux : équipements de diagnostic, systèmes d'imagerie numérique, instruments optiques, microscopes, consommables.

- Instruments professionnels d'analyse  : systèmes de contrôle de la qualité des eaux, de désinfection.

- Produits d'identification.

## Actionnaires
Liste des principaux actionnaires de l'entreprise au 17 avril 2022 :
| Actionnaire                         | %      |
| ----------------------------------- | ------ |
| The Vanguard Group                  | 6,62 % |
| Steven Rales                        | 5,09 % |
| Mitchell Rales                      | 3,94 % |
| T. Rowe Price Associates            | 3,86 % |
| SSgA Funds Management               | 3,66 % |
| Fidelity Management & Research      | 3,47 % |
| Wellington Management               | 2,47 % |
| BlackRock Fund Advisors             | 1,97 % |
| en:Massachusetts Financial Services | 1,79 % |
| en:Geode Capital Management         | 1,47 % |

## Filiales

### Tests et mesures
- Amprobe
- Arbor Networks
- Fluke (Comark, Datapaq, DH Instruments, Hart Scientific, Janos Technology, Ircon, RaySafe, Raytek, Irisys)
- Fluke Networks (Visual Network Systems)
- Keithley Instruments
- Tektronix

### Environnement
- ChemTreat
- Gilbarco Veeder-Root (Gasboy, Red Jacket, Veeder-Root)
- Hach (Environmental Test Systems, GLI, HACH LANGE, HIAC, Polymetron, Hydrolab, Lachat Instruments, Marsh-McBirney, MET ONE, Orbisphere, Radiometer Analytical, XOS)
- Trojan Technologies
- WetLabs
- Seabird Electronics
- Satlantic

### Dentaire
- DEXIS
- Gendex
- KaVo
- Kerr
- M-Dent
- Nobel Biocare
- Ormco
- Pelton & Crane
- PaloDEx (Instrumentarium Dental, Soredex)
- Total Care

### Sciences de la vie et diagnostics
- Sciex
- Hemocue
- Beckman Coulter
- Leica Biosystems
- Leica Microsystems
- Molecular Devices
- Pall
- Radiometer
- Cepheid
- Cytiva

### Technologies industrielles
- Danaher Motion (Dover, Kollmorgen, Calzoni, Portescap, Scientific Hexis, Thomson)
- Danaher Specialty Products
- Linx Printing Technologies
- Qualitrol
- Videojet Technologies
- X-Rite (Pantone)[15]
- Esko (MediaBeacon)

### Autres marques
- ALLTEC + FOBA Laser Marking + Engraving Solutions[16]
- Anderson Negele (Anderson Instrument, Negele Messtechnik)
- Armstrong Tools
- Dolan Jenner
- Dynapar (Northstar, Harowe)
- ELE
- Gems Sensors & Controls
- G&L Motion Control
- Hengstler
- Hennessy Industries
- Imaging Sciences International
- Invetech
- Jacobs Vehicle Systems
- Joslyn Clark
- Matco Tools
- McCrometer
- Navman Wireless
- Qualitrol (Iris Power, Neoptix)
- Robin Electronics
- Setra Systems
- Sonix
- SybronEndo
- Teletrac
- Venture Measurement (Bindicator, Kistler-Morse, Levelite, Niagara Meters)
- West Control Solutions (CAL Controls, Partlow, PMA, West Instruments)